# Jolhuitz
Jolhuitz är en ort i Mexiko.   Den ligger i kommunen Tila och delstaten Chiapas, i den sydöstra delen av landet, 700 km öster om huvudstaden Mexico City. Jolhuitz ligger 1 442 meter över havet och antalet invånare är 200.
Terrängen runt Jolhuitz är kuperad åt sydost, men åt nordväst är den bergig. Runt Jolhuitz är det ganska tätbefolkat, med 65 invånare per kvadratkilometer. Närmaste större samhälle är Tila, 2,3 km öster om Jolhuitz. I omgivningarna runt Jolhuitz växer i huvudsak städsegrön lövskog.